# Ryū ga Gotoku Ishin!
Ryū ga Gotoku Ishin! (龍が如く 維新!, lit. "Como um Dragão: Restauração!"), também conhecido como Yakuza Ishin é um jogo eletrônico spin-off de ficção histórica na série Yakuza, conhecida no Japão como Ryū ga Gotoku. O jogo foi desenvolvido pela Ryu Ga Gotoku Studio e publicado pela Sega no Japão para PlayStation 3 e como um título de lançamento para PlayStation 4 em 22 de fevereiro de 2014. Um remake, Like a Dragon: Ishin! (龍が如く 維新！ 極, Ryū ga Gotoku Ishin! Kiwami, lit. "Como um Dragão: Restauração! Extremo"), foi lançado em 21 de fevereiro de 2023 para PlayStation 4, PlayStation 5, Windows, Xbox One e Xbox Series X/S. Ele foi desenvolvido usando o Unreal Engine 4 e recebeu um lançamento mundial, ao contrário do jogo original.
Apesar de ser o segundo spin-off da série ambientado em uma era de samurais ao invés de no Japão contemporâneo, o jogo não tem relação narrativa direta com Ryū ga Gotoku Kenzan!, lançado em 2008 para PlayStation 3; Kenzan se passa dois séculos antes de Ishin. Sendo assim, os enredos não estão diretamente ligados, focando em figuras históricas diferentes, os guerreiros Miyamoto Musashi (1584–1645) e Sakamoto Ryoma (1836–67), respectivamente.

## Enredo
Ambientado no caótico período Bakumatsu entre 1853 e 1867, o jogo conta a história de Sakamoto Ryoma, que está aflito como resultado de pressões conflitantes e incerto sobre si mesmo e seu papel na sociedade. Estando enredado no meio de um golpe de estado em Tosa e determinado em encontrar o assassino que matou seu mentor, Ryoma se esconde com uma identidade secreta nas ruas de Quioto e junta à sinistra Shinsengumi.

## Lançamento
Ryū ga Gotoku Ishin! foi anunciado em uma conferência da Sony antes da Tokyo Game Show em 2013. Em 13 de fevereiro de 2014, uma demo jogável de 2,4GB foi disponibilizada através da PlayStation Store. No mesmo dia, uma aplicação gratuita de acompanhamento foi lançada para PlayStation Vita, permitindo que alguns modos do jogo e minijogos fossem jogados. Em 22 de fevereiro de 2014, um pacote de conteúdo para download foi lançado, intitulado "Voz de Narração do Resumo" (ダイジェストナレーションボイス) foi lançado ao preço de 300 ienes, permitindo mais escolhas relacionadas a narração do resumo de cada capítulo do jogo.
Apesar de Ryū ga Gotoku Ishin! nunca ter sido lançado no ocidente, o produtor da série Daisuke Sato já revelou seu interesse em desenvolver um remake do jogo. Pouco depois, entretanto, Sato afirmou não saber se jogadores fora do Japão seriam capazes de aproveitar Ishin e seu predecessor Ryū ga Gotoku Kenzan! da mesma forma por não terem o mesmo conhecimento sobre a história dos samurais.

## Recepção
Ryū ga Gotoku Ishin! vendeu 139.158 cópias no PlayStation 3 e 82.540 cópias no PlayStation 4 em seus dois primeiros dias de venda. Até 31 de março de 2014, o jogo tinha vendido 390.000 unidades. Ishin recebeu as notas 38/40 e 39/40 da revista Famitsu para suas versões de PlayStation 3 e PlayStation 4, respectivamente.

## Remake
Em 14 de setembro de 2022, a conta oficial no Twitter do Ryu Ga Gotoku Studio anunciou um remake de Ryū ga Gotoku Ishin!, intitulado Like a Dragon: Ishin! (龍が如く 維新！ 極, Ryū ga Gotoku Ishin! Kiwami, lit. "Como um Dragão: Restauração! Extremo"), que foi lançado em 21 de fevereiro de 2023. A decisão de recriar Ishin! foi influenciada pelo sucesso de títulos ocidentais como Ghost of Tsushima, que também tinha a premissa de um cenário histórico de samurais. O desenvolvimento real começou em setembro de 2021, depois que a equipe conduziu pesquisas básicas sobre o desenvolvimento no Unreal Engine, e durou cerca de 18 meses. O jogo foi geralmente bem-recebido pela crítica especializada ocidental, com elogios aos seus visuais e ambientes, mas críticas a algumas características herdadas do jogo original.
O remake de Ishin! mantém a maior parte do sistema de jogabilidade do jogo original, com exceção dos "Trooper Cards", que agora podem ser usados opcionalmente em combates normais. Certos encontros com inimigos também foram ajustados, dando habilidades especiais aos chefes. Além disso, vários personagens do jogo foram interpretados por novos atores, que anteriormente interpretaram outros personagens nos títulos principais, notadamente em Yakuza 0, Yakuza 6: The Song of Life e Yakuza: Like a Dragon, com o áudio disponível apenas em japonês. O minijogo de karaokê no bar apresenta duas músicas não incluídas no original: uma nova versão da faixa popular entre fãs da série, “Baka Mitai” (ばかみたい), e uma faixa completamente nova, “Ichizu Samurai” (い・ち・ず・侍), juntamente com as cinco músicas apresentadas no jogo original, com letras traduzidas não apenas em inglês, chinês simplificado, chinês tradicional e coreano, mas também em francês, alemão, italiano e espanhol, uma novidade na série. Uma opção para alternar entre as letras em kanji japonês e romaji (se definido para inglês, francês, alemão, italiano, espanhol, chinês simplificado, chinês tradicional ou coreano; somente kanji se definido para japonês) e as letras traduzidas, que já estava presente na Yakuza Remastered Collection, também está disponível para todos os idiomas, exceto o japonês.
Em janeiro de 2023, a Sega anunciou um pacote de conteúdo para download para Ishin!, intitulado “Elite General Trooper Cards”, que contém seis cartas de soldado baseadas em certas celebridades, incluindo Kenny Omega da All Elite Wrestling, o ator Rahul Kohli e a YouTuber virtual Nyatasha Nyanners.
Em 16 de fevereiro de 2023, a conta oficial da Sega no Twitter anunciou uma Demonstração de Combate para PlayStation 5, Xbox Series X/S e Steam.

### Recepção
Like a Dragon: Ishin! recebeu críticas "geralmente favoráveis" de acordo com o agregador de críticas Metacritic.
A Eurogamer gostou das histórias secundárias do jogo, mas achou que ele mantinha muito de seu DNA inicial da oitava geração, “Apesar de ter sido reconstruído do zero na Unreal Engine 4, parece que a equipe seguiu os mesmos planos do original, onde telas de carregamento separam interiores e locais vizinhos, enquanto NPCs mantêm a aparência e os movimentos estranhos do PS3”. A Polygon elogiou a representação do jogo da Quioto do século XIX, escrevendo, “Os ambientes são lindamente renderizados, com estradas não pavimentadas pontuadas por bordos e riachos que atravessam a cidade”.

#### Vendas
Like a Dragon: Ishin! vendeu 35.897 cópias físicas no PlayStation 4 e 31.439 cópias físicas no PlayStation 5, resultando em um total de 67.336 cópias físicas vendidas em seus primeiros 5 dias de lançamento no Japão. Ambas as versões permaneceram entre as 30 mais vendidas até a quarta semana de lançamento, vendendo um total acumulado de 85.725 cópias físicas.